# 2004 en hockey sur gazon
| Années du hockey sur gazon : 2001 - 2002 - 2003 - 2004 - 2005 - 2006 - 2007    |
| Décennies du hockey sur gazon : 1970 - 1980 - 1990 - 2000 - 2010 - 2020 - 2030 |

Cet article présente les faits marquants de l'année 2004 en hockey sur gazon.

## Évènements

### Jeux olympiques
- Hockey sur gazon aux Jeux olympiques d'été de 2004